# Hódmezővásárhely
Hódmezővásárhely [ˈhoːdmɛzøːvaːʃaːrhɛj] ⓘ ist eine ungarische Stadt mit Komitatsrecht im gleichnamigen Kreis im Komitat Csongrád-Csanád.
Hódmezővásárhely ist die viertgrößte Stadt im südlichen Teil Ungarns. Der ungarische Name bedeutet sinngemäß „Biberfeld-Marktplatz“ nach den beiden Orten Hódmező und Vásárhely, aus denen sich die Stadt historisch zusammensetzt.

## Geografische Lage
Hódmezővásárhely liegt 22 Kilometer nordöstlich des Komitatssitzes Szeged. Nachbargemeinden sind Sándorfalva, Mindszent, Derekegyház, Székkutas, Makó, Földeák und Algyő.

## Geschichte
Im Jahr 1913 gab es in der damaligen Stadt mit Munizipium 12.804 Häuser und 62.445 Einwohner auf einer Fläche von 132.260 Katastraljochen. Sie gehörte zu dieser Zeit zum Komitat Csongrád.

## Politik
Im Februar 2018 gewann der damals parteilose Kandidat Péter Márki-Zay die Wahl zum Bürgermeister. Der unerwartete Sieg gegen den Kandidaten der Partei Fidesz fand internationale Beachtung, da dieser Sieg Bedeutung für die ungarische Parlamentswahl im April 2018 hätte haben können. In der Hochburg der Partei Fidesz hatten alle anderen Parteien keine Kandidaten aufgestellt. Bei der Parlamentswahl 2022 konnte sich Péter Márki-Zay allerdings nicht mehr gegen den Kandidaten János Lázár von der Partei Fidesz durchsetzen, da dieser 51,77 Prozent der Wählerstimmen erhielt.

## Wirtschaft
Im Zusammenhang mit der lokalen Industrie ist bemerkenswert: In Hódmezővásárhely werden eine Vielzahl von Mumins-Produkten mit den gleichnamigen finnischen Comicfiguren produziert (die allerdings nur in Finnland verkauft werden dürfen). Besonders bekannt ist Hódmezővásárhely in diesem Zusammenhang für die so genannten „kleinen Mumins“.

## Verkehr
Durch das Stadtgebiet führt die Hauptstraße Nr. 47, auf die die aus nördlicher Richtung kommende Hauptstraße Nr. 45 mündet. Hódmezővásárhely liegt an der Bahnstrecke Szeged–Békescsaba der ungarischen Staatsbahnen MÁV. Im Stadtgebiet befinden sich zwei Bahnhöfe: Hódmezővásárhely und Hódmezővásárhely-Népkért. Seit November 2021 verkehrt die Linie 1 der Straßenbahn Szeged als Tram-train bis nach Hódmezővásárhely, wobei zwischen Hódmezővásárhely-Népkért und dem Bahnhof Hódmezővásárhely eine neugebaute Straßenbahnstrecke durch die Hódmezővásárhelyer Innenstadt genutzt wird.

## Piroschka
Im deutschsprachigen Raum bekannt wurde die Stadt durch ihren (früheren) Ortsteil Hódmezővásárhelykutasipuszta aus dem Roman Ich denke oft an Piroschka von Hugo Hartung (auch verfilmt von Kurt Hoffmann). Der tatsächliche Name lautete bis 1949 Hódmezővásárhely-Kutaspuszta. Am 1. Januar 1950 wurde das Dorf unter dem Namen Vásárhelykutas eine eigenständige Gemeinde, die wenig später in Székkutas umbenannt wurde. Székkutas liegt etwa 25 km nordöstlich von Hódmezővásárhely an der Bahnstrecke Békéscsaba–Orosháza–Hódmezővásárhely. Seit 2004 gibt es in Székkutas ein Hugo-Hartung-/Piroschka-Museum.

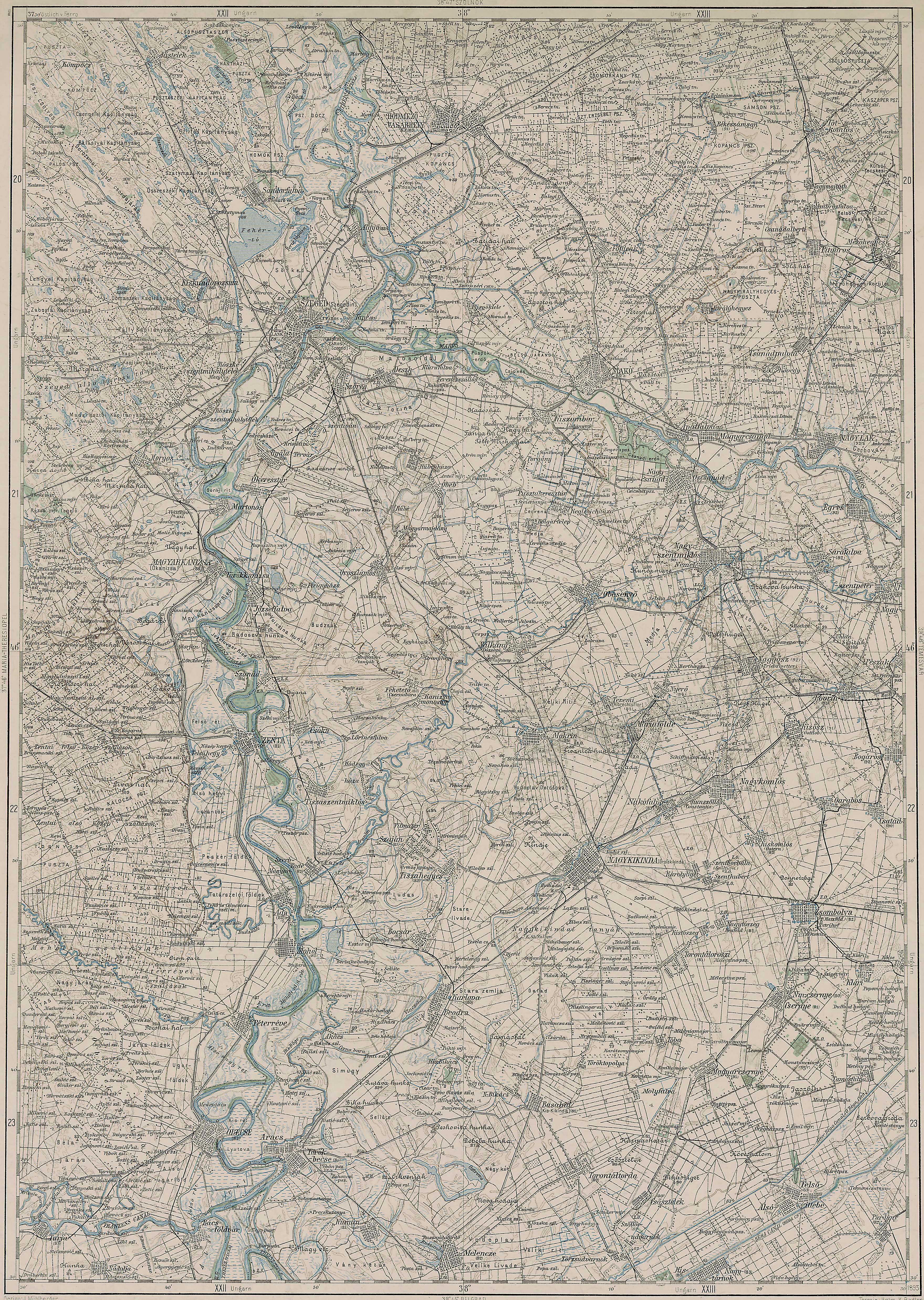
Hódmező-Vásárhely
(N 46°25'; O 38°) um 1892

## Städtepartnerschaften

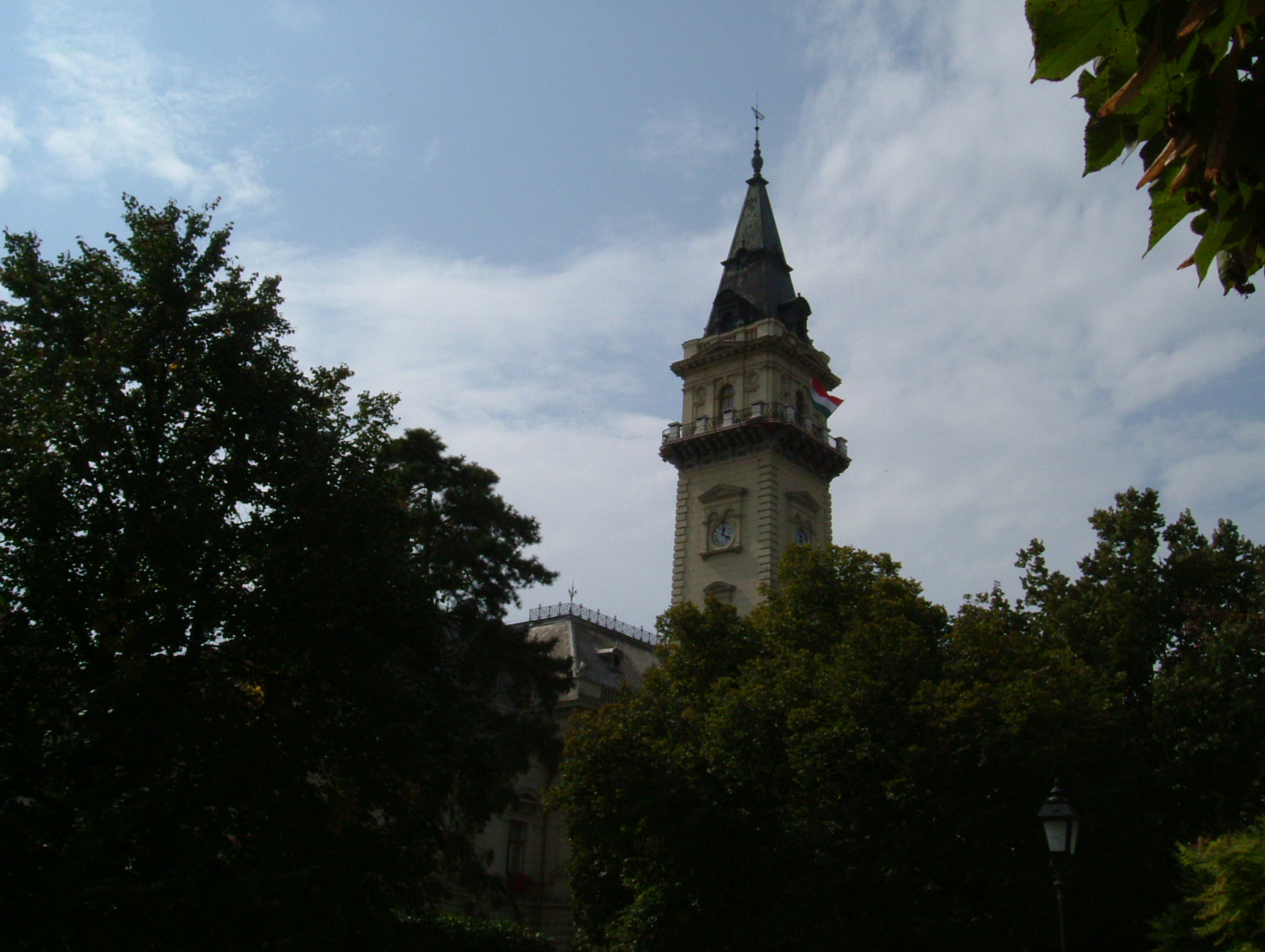
Rathaus Hódmezővásárhely

- Vallauris an der französischen Côte d’Azur[7]
- Sokobanja, Serbien
- Hechingen in Baden-Württemberg, Deutschland[8]
- Haarlemmermeer in der Provinz Nordholland, Niederlande[9]

Traditionell enge, auch institutionelle Kontakte – obwohl keine formelle Partnerschaft – gibt es auch zu Ulm, unter anderem durch langjährige Schüleraustauschprogramme sowie das dort ansässige Donaubüro.

## Persönlichkeiten

### In Hódmezővásárhely geboren
- Eduard Kallós (1866–1950), Bildhauer
- Aranka Till (1909–1996), Fotografin und Bildhauerin
- János Harmatta (1917–2004), Indogermanist
- Róbert Ilosfalvy (1927–2009), Opernsänger (Tenor)
- Violetta Ferrari (1930–2014), Schauspielerin und Sängerin
- Katalin Juhász (* 1932), Fechterin
- József Gyuricza (1934–2020), Fechter
- Zsigmond Szathmáry (* 1939), Organist, Pianist, Komponist und Dirigent
- Margit Nagy (* 1945), Archäologin und Museologin
- János Lázár (* 1975), Politiker, Minister und ehemaliger Bürgermeister von Hódmezővásárhely
- Éva Risztov (* 1985), Olympiasiegerin 2012 im Langstreckenschwimmen
- Ákos Kecskés (* 1996), Fußballspieler

## Galerie

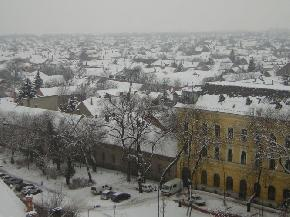
Blick auf die winterliche Stadt
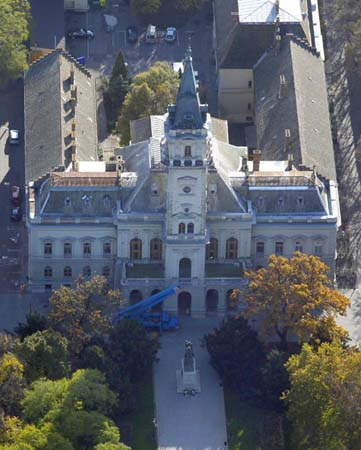
Das Rathaus von oben
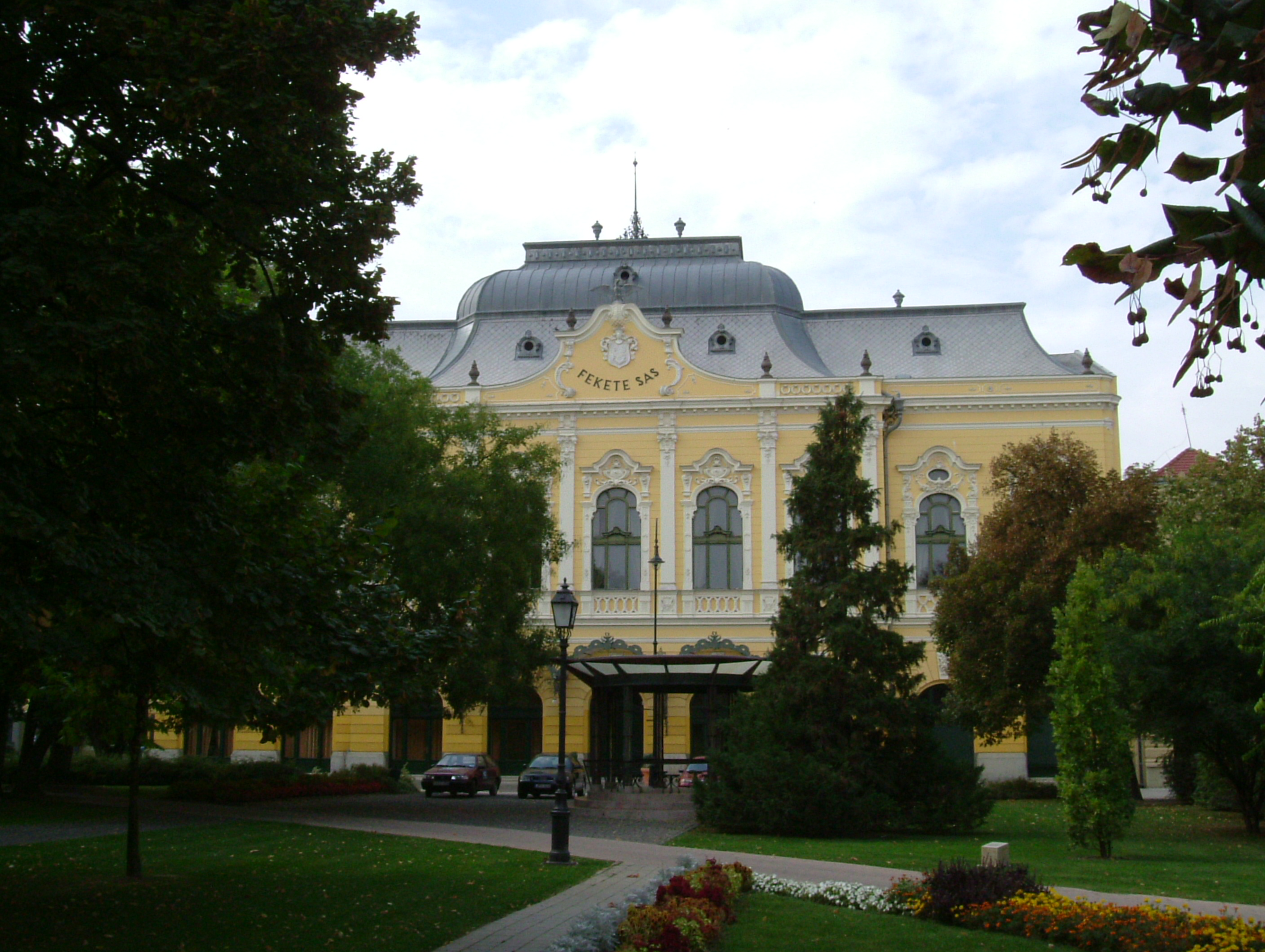
Hotel Fekete  Sas
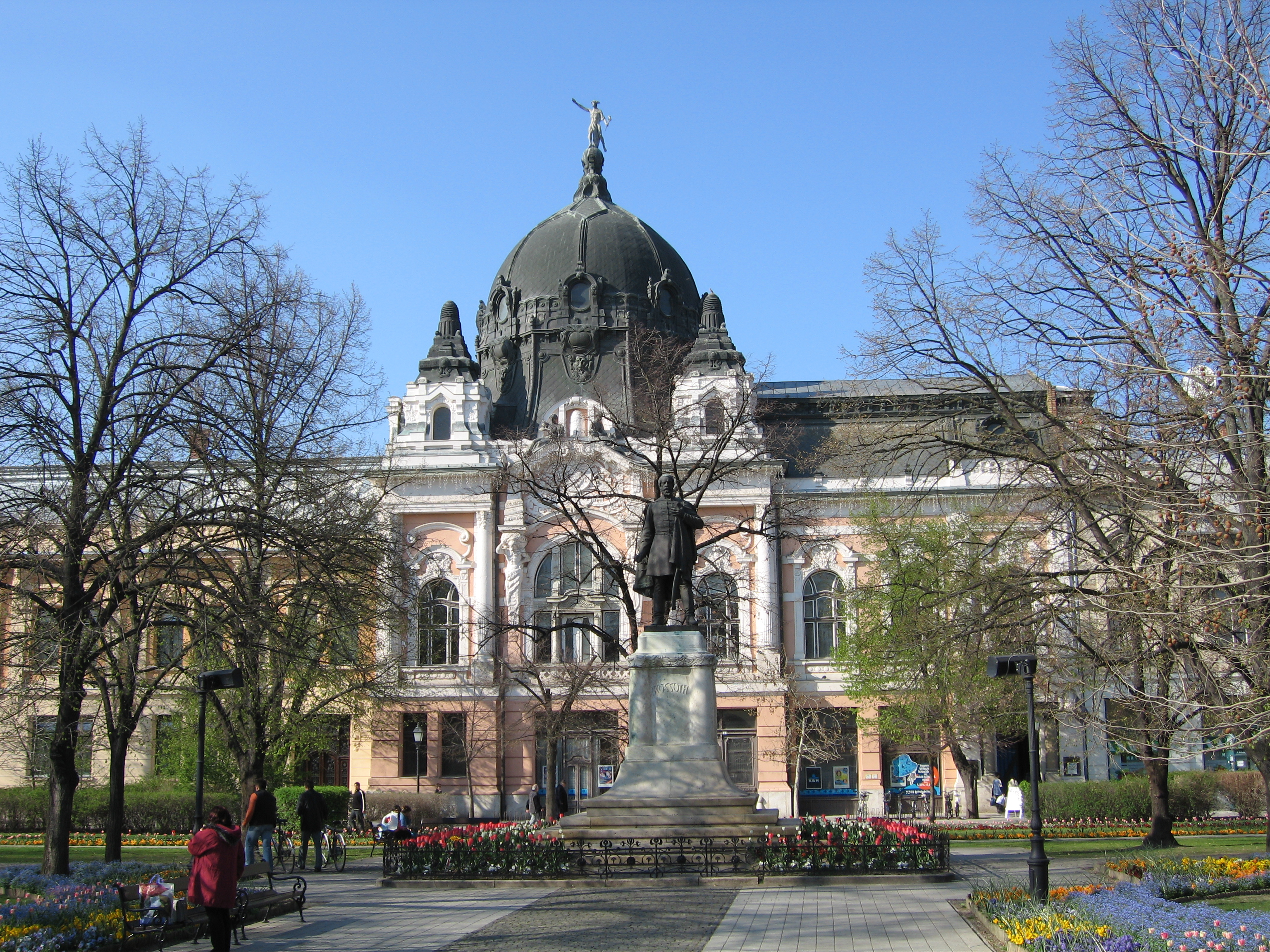
Bankgebäude
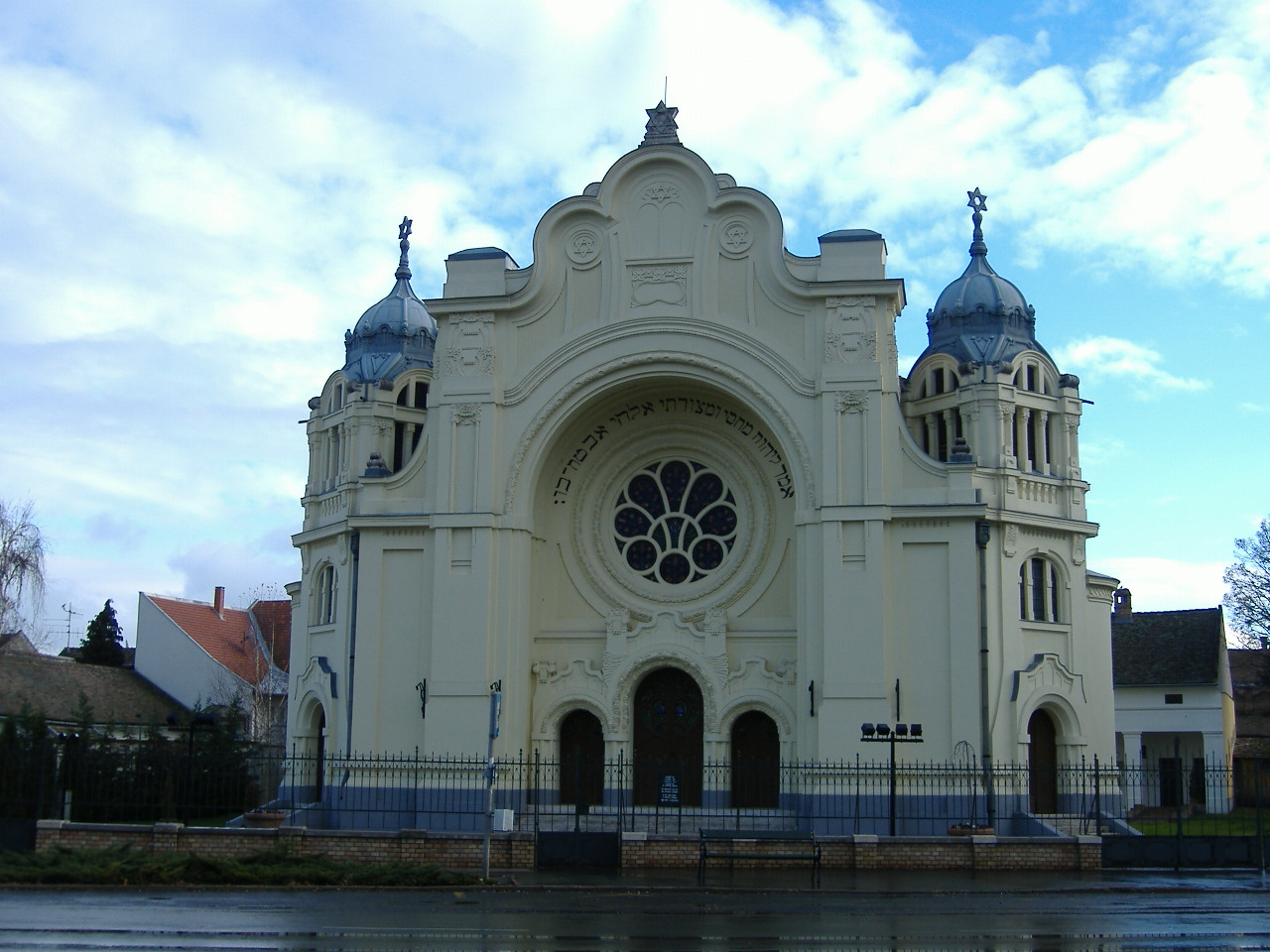
Alte Synagoge
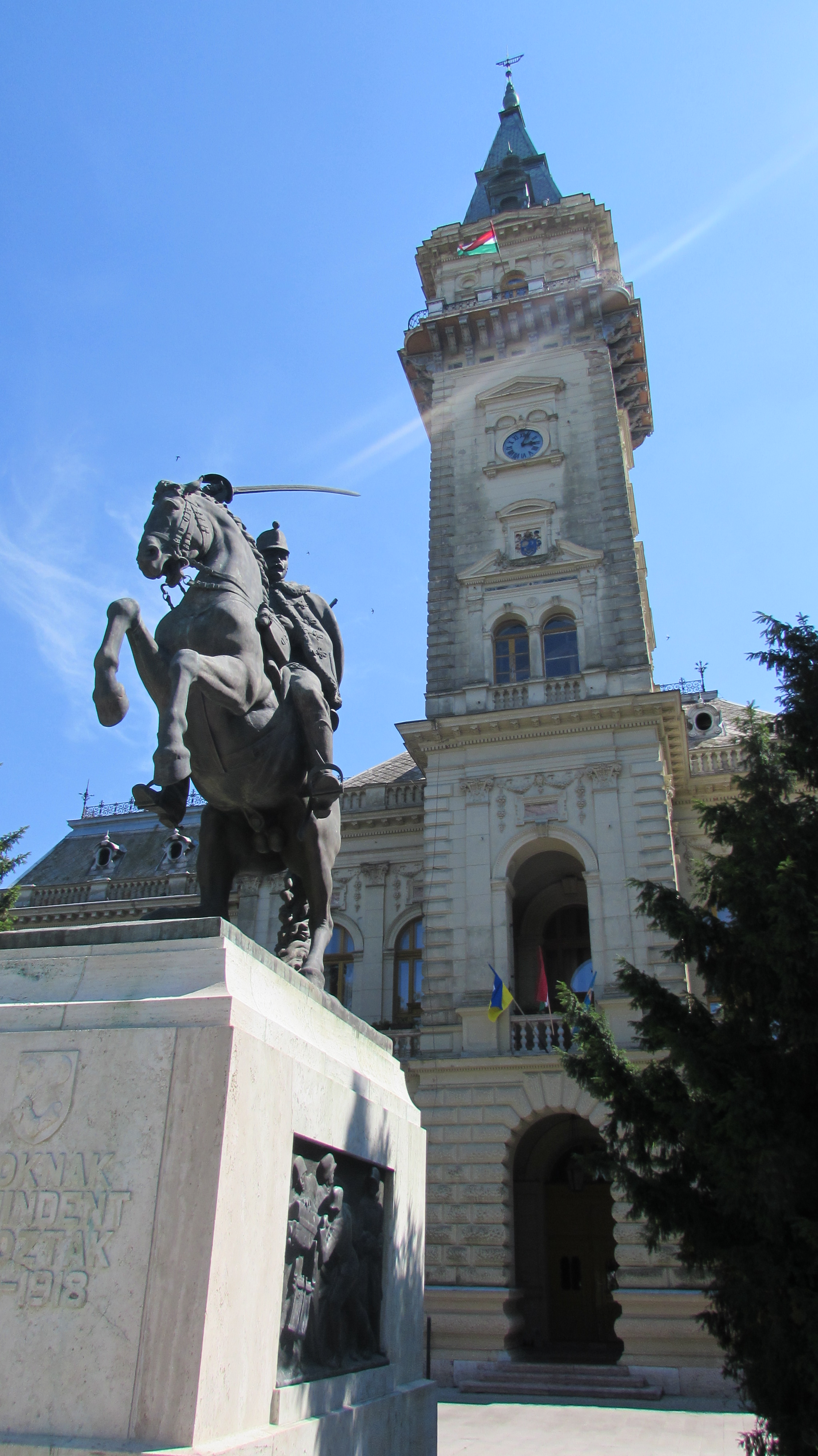
Ansicht 2017
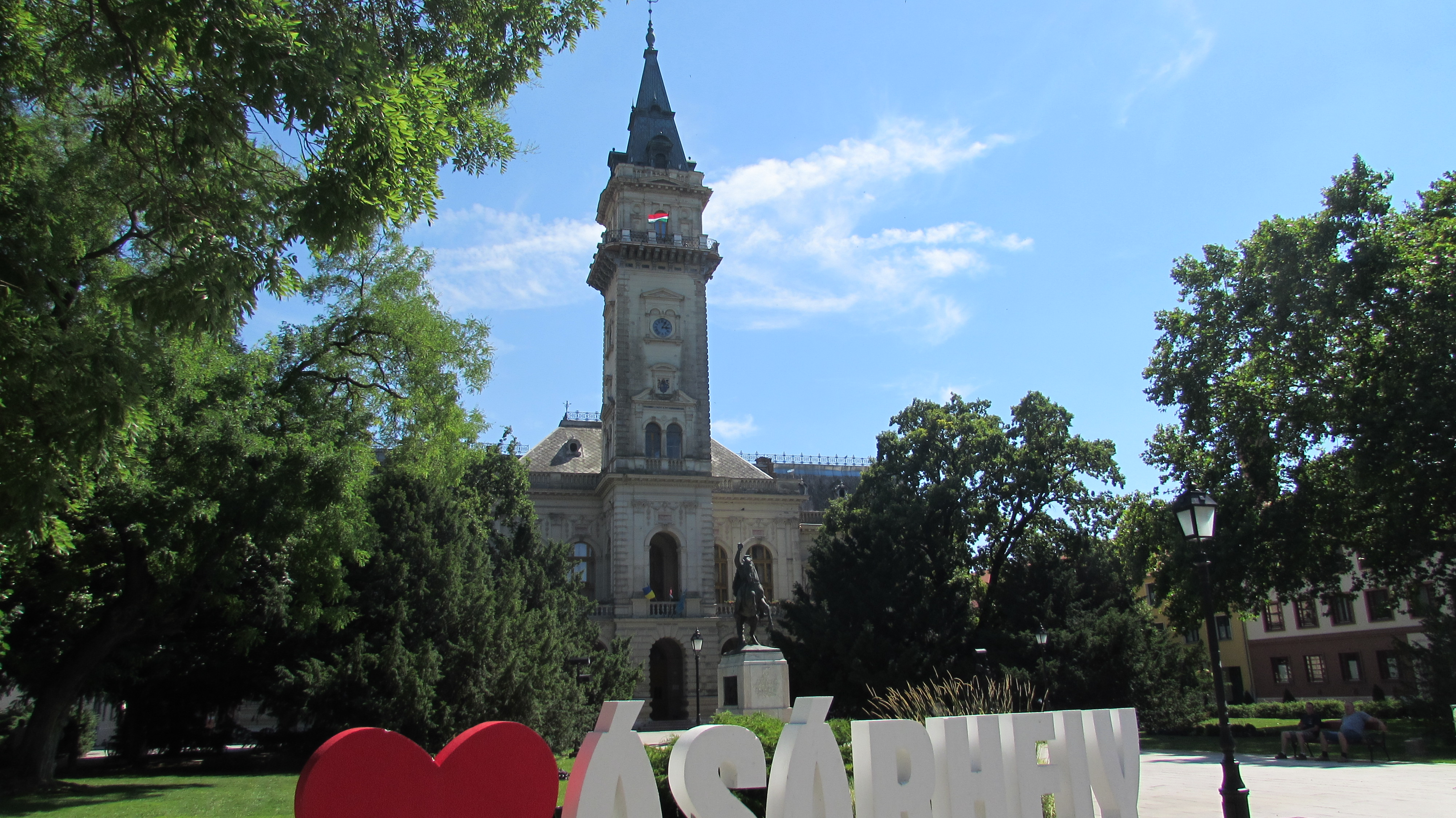
Ansicht 2017
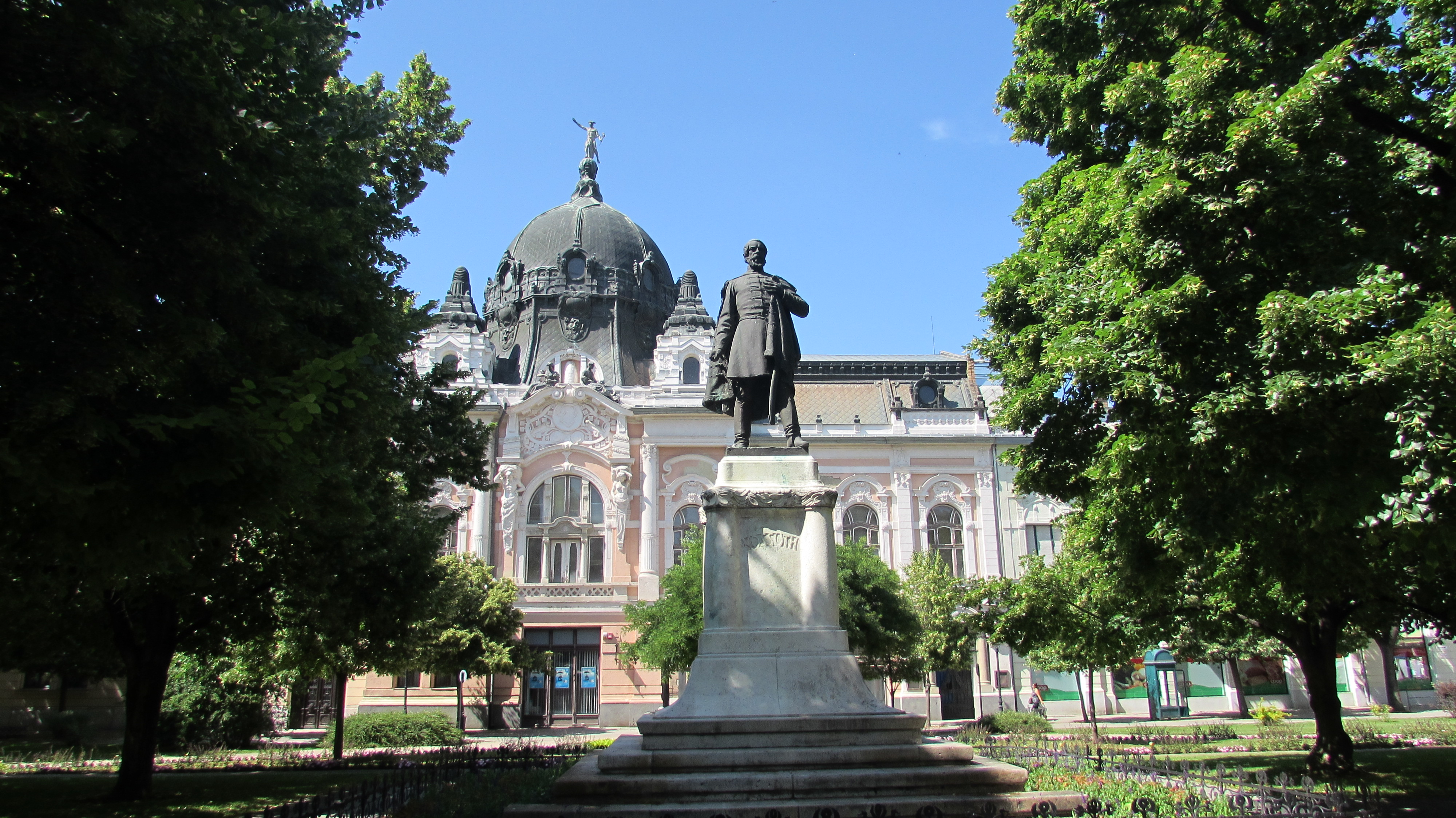
Ansicht 2017